# Mircea-Sergiu Lupu
Mircea-Sergiu Lupu (ur. 28 sierpnia 1962) – francuski szachista pochodzenia rumuńskiego, arcymistrz od 1995 roku.

## Kariera szachowa
Od końca lat 80. należał do szerokiej czołówki rumuńskich szachistów. W roku 1989 wystąpił w narodowym zespole na drużynowych mistrzostwach Europy w Hajfie, zdobywając złoty medal za indywidualny wynik na VI szachownicy. W następnym roku zadebiutował na szachowej olimpiadzie w Nowym Sadzie, natomiast po raz drugi w turnieju olimpijskim wystąpił w Moskwie, cztery lata później. W 1993 roku podzielił I miejsce w otwartym turnieju w Odorheiu Secuiescu, w 1998 podzielił III lokatę w Bukareszcie oraz był drugi (za Nikołajem Legkijem) w Besançon.
Od 1999 r. na arenie międzynarodowej reprezentuje barwy Francji. W tym roku zwyciężył (wraz z Elmarem Magerramowem) w Montpellier oraz podzielił III lokatę (za Władimirem Ochotnikiem i Władimirem Czuczełowem, m.in. wraz z Jeanem-Marcem Degraeve) w Bethune. W 2001 odniósł znaczny sukces w postaci dzielenia II miejsca (za Christianem Bauerem, m.in. wraz z Laurent Fressinetem, Andriejem Szczekaczewem, Stanisławem Sawczenko i Jurijem Kruppą) w międzynarodowych mistrzostwach Paryża.
Najwyższy ranking w karierze osiągnął 1 lipca 1998 r., z wynikiem 2520 punktów zajmował wówczas 8. miejsce wśród rumuńskich szachistów.